# Tramwaje w Tule

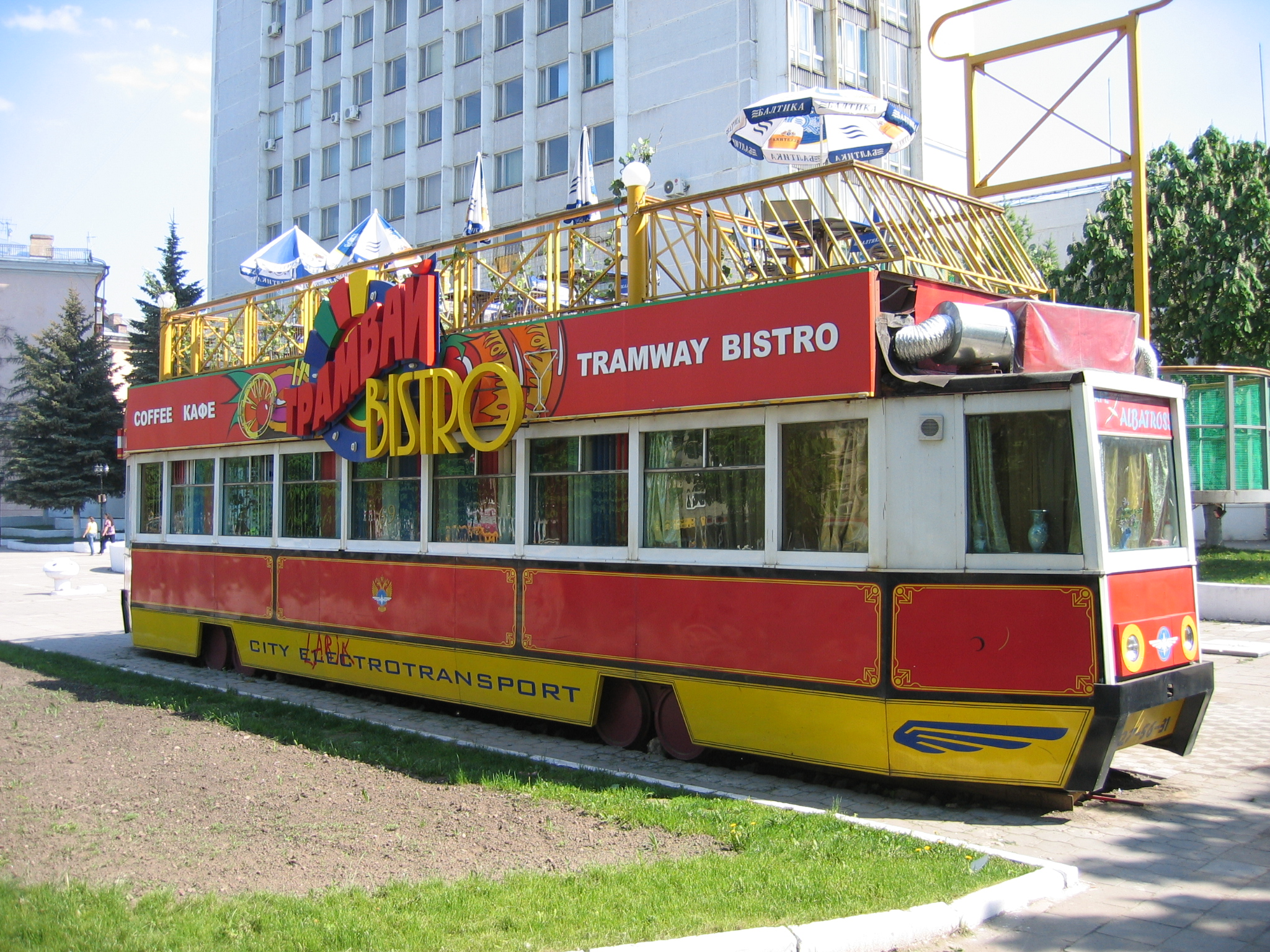
Tramwaj Bistro w Tule

Tramwaje w Tule − system komunikacji tramwajowej działający w rosyjskim mieście Tuła. 

## Historia
Tramwaje w Tule uruchomiono w maju 1888 jako tramwaje konne. Tramwaje elektryczne uruchomiono 7 listopada 1927 na linii o długości 9 km. Linia zaczynała się przy dworcu Moskiewskim (Московского вокзала), a kończyła przy przystanku "Толстовская застава" (Tołstowskaja zastawa). Natomiast regularna komunikacja tramwajowa ruszyła 10 listopada. Do 1932 uruchomiono jeszcze 4 linie o nr 2, 3, 4 i 5. Obecnie długość linii wynosi 92,6 km.

## Zajezdnie
W Tule działały 3 zajezdnie z których dzisiaj funkcjonuje tylko jedna:
- Трамвайное депо (ул. Красноармейская, 18) - zajezdnia otwarta w 1927, od 1959 zakłady naprawcze, w 2007 zamknięta
- Трамвайное депо 1 (ул. Оборонная, 102) - zajezdnia otwarta w 1959, w 2008 zamknięta i przekształcona w zajezdnię autobusową
- Трамвайное депо 2 (ул. Приупская, 1А) - zajezdnia otwarta w 1973 do 2006 jako zajezdnia nr 2, w latach 2006−2008 zajezdnia autobusowa, od 2008 obsługuje wszystkie linie tramwajowe w mieście.

## Linie
Obecnie w Tule działa 11 linii tramwajowych:
- 3: Московский вокзал − Щегловская Засека
- 5: Кондитерская фабрика «Ясная Поляна» − Красный Перекоп
- 6: Улица Штыковая − Стадион Металлург
- 7: Щегловская Засека − Стадион Металлург
- 8: Улица Штыковая − Кондитерская фабрика «Ясная Поляна»
- 9: Московский Вокзал − Стадион Металлург
- 10: Стадион Металлург − Кондитерская фабрика «Ясная Поляна»
- 12: Улица Штыковая − Менделеевский Поселок
- 13: Красный Перекоп − Стадион Металлург
- 14: Кондитерская фабрика «Ясная Поляна» − Менделеевский Посёлок
- 15: Улица Штыковая − Щегловская Засека

W latach wcześniejszych zamknięto linie: 1, 2, 4, 11 i 16.

## Tabor
Podstawę taboru tramwajowego w Tule stanowią tramwaje Tatra T3. W 2005 zakupiono z niemieckiego miasta Schwerin 10 tramwajów Tatra T3DC. Z czego 5 tramwajów to wagony silnikowe, a drugie pięć to wagony doczepne. Pierwszym częściowo niskopodłogowym wagonem był LM-2008. W latach 2013–2014 zakupiono 14 tramwajów 71-407. Obecnie w eksploatacji znajduje się 86 wagonów: 
| Typ         | Liczba |
| ----------- | ------ |
| Tatra T3SU  | 22     |
| Tatra T3DC1 | 2      |
| Tatra T6B5  | 47     |
| LM-2008     | 1      |
| 71-407      | 14     |